# Пину (Бузау)
Пину (рум. Pinu) насеље је у Румунији у округу Бузау у општини Браешти. Oпштина се налази на надморској висини од 528 m.

## Становништво
Према подацима из 2002. године у насељу је живело 315 становника, од којих су сви румунске националности.